# Lliga d'Esmirna de futbol
La lliga d'Esmina de futbol fou una competició futbolística disputada a la ciutat d'Esmirna.

## Historial

### Època amateur
- 1923-24 Altay GK
- 1924-25 Altay GK
- 1925-26 Karşıyaka SK
- 1926-27 Altınordu SK
- 1927-28 Altay GK
- 1928-29 Altay GK
- 1929-30 Sakaryaspor
- 1930-31 Altay GK
- 1931-32 Altınordu SK
- 1932-33 İzmirspor
- 1933-34 Altay GK
- 1934-35 Altınordu SK
- 1935-36 Altınordu SK
- 1936-37 Altay GK
- 1937-38 Üçok
- 1938-39 Doğanspor
- 1939-40 Altınordu SK
- 1940-41 Altay GK
- 1941-42 Göztepe SK
- 1942-43 Göztepe SK
- 1943-44 Göztepe SK
- 1944-45 Altınordu SK
- 1945-46 Altay GK
- 1946-47 Karagücü
- 1947-48 Altay GK
- 1948-49 İzmirspor
- 1949-50 Göztepe SK
- 1950-51 Altay GK
- 1951-52 Karşıyaka SK
- 1952-53 Göztepe SK
- 1953-54 Altay GK
- 1954-55 İzmirspor

### Època professional
La temporada 1955-1956 la lliga de futbol d'Esmirna esdevingué professional. La competició es disputà fins al 1959 a causa de la creació de la lliga nacional. El campionat es continuà disputant sense la participació dels principals equips de la ciutat.
- 1955-56 İzmirspor
- 1956-57 Altay GK
- 1957-58 Altay GK
- 1958-59 Karşıyaka SK